# Aleferna
Aleferna ist ein weiblicher Vorname.

## Herkunft und Bedeutung
Aleferna ist im 13. Jahrhundert als Name einer Priorin im Kloster Hohenholte belegt. Der erste Teil des Namens ale wird als „alle“ gedeutet, der zweite Teil ferna ist ungeklärt.

## Varianten
Die Vornamen Fenna, Fenne und Fenneke leiten sich von Aleferna ab.

## Namensträgerinnen
- Aleferna von Hohenholte (auch: Holoferna, nachgewiesen 1237–1240), Priorin von Kloster Hohenholte